# Soong Chu-yu
Soon Chu-yu (宋楚瑜), també conegut amb el nom de James Soong, (Xiangtan, 16 de març de 1942) és un polític de la República de la Xina o Taiwan. Antic membre del Partit Nacionalista Xinés (PNX), fou el fundador i actual lider del Partit del Poble Primer (PPP).
Nascut en una familia de militars d'origen hunanès i pertanyent al Partit Nacionalista Xinès (PNX), Soong començà la seua carrera política com a secretari del Primer Ministre i posterior President Chiang Ching-kuo i aconseguí rellevància com a Director General de l'Oficina d'Informació del Govern entre els anys 1979 i 1984. Amb la mort del President Chiang, la participació de Soong fou fonamental per a silenciar el sector inmovilista del PNX, que podia blocar l'ascens de Lee Teng-hui com a líder del partit. Soong fou l'únic governador electe de la província de Taiwan entre els anys 1994 i 1998, després de la racionalització i progressiu desmantellament del govern provincial. Va resultar segon en vots a les eleccions presidencials de 2000; la seua candidatura independent provocà la divisió del vot unionista entre ell i el candidat del PNX Lien Chan, deixant via lliure al candidat del Partit Progressista Democràtic (PPD) Chen Shui-bian, elegit president. A les eleccions presidencials de 2004, Soong va concòrrer com a candidat a Vice-president dins la candidatura del PNX encapçalada per Lien Chan; el PNX va perdre els comicis per menys d'un 1%, romanent Chen com a President. Soong tornà a presentar-se a les eleccions presidencials de 2012, aconseguint-ne només un 2,77% dels vots emesos. La tercera vegada que Soong es presentà als comicis fou a les eleccions presidencials de 2016, compartint candidatura amb la lider del Partit Republicà Hsu Hsin-ying i obtenint el 12,84% dels vots emesos. La seua candidatura pel PPP a les eleccions presidencials de 2020 amb Sandra Yu fou la menys votada, obtenint només el 4,2% dels vots. L'any 2022, el seu nom va aparèixer a l'escàndol Suisse secrets.